# Light novel

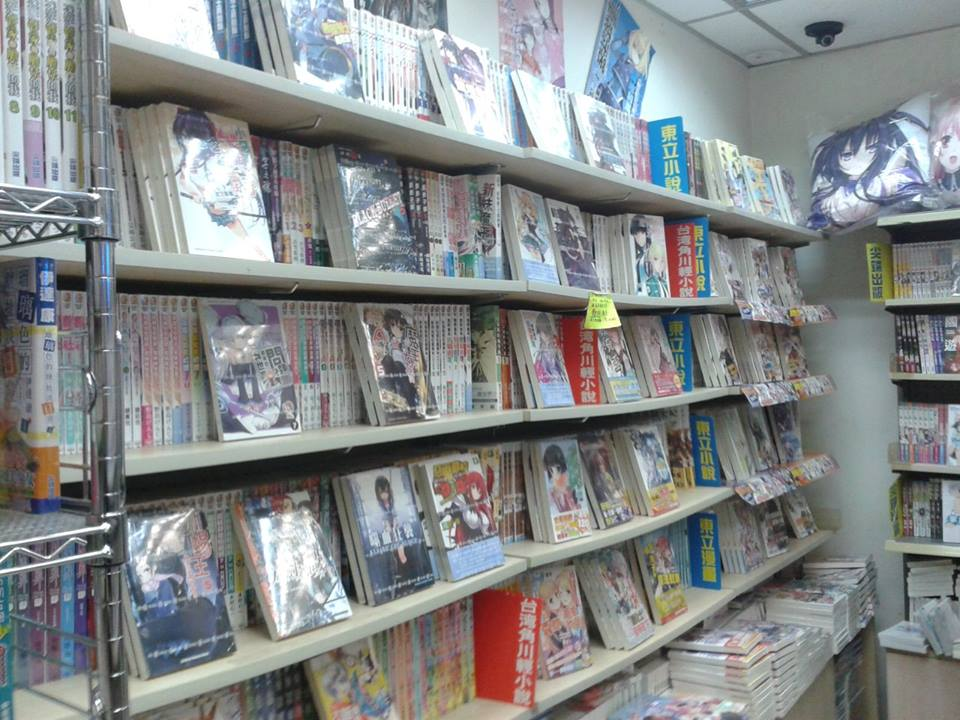
Một cửa hàng light novel tại Ma Cao.

Light novel (ライトノベル raito noberu) hay tiểu thuyết ngắn, là một dòng tiểu thuyết có nguồn gốc từ Nhật Bản. "Light" trong "light novel" nghĩa là ngắn, nhẹ về số lượng từ ngữ. Light novel thường được gọi tắt là ranobe (ラノベ ranobe) hay rainobe (ライノベ rainobe). Mỗi light novel thường dài không quá 40 - 50 nghìn từ (loại light novel ngắn hơn có độ dài tương đương với tiểu thuyết ngắn theo tiêu chuẩn của Hoa Kỳ), thường được xuất bản dưới dạng văn khố bản (bunkobon), và thường được minh họa trang bìa bởi các họa sĩ. Nội dung light novel thường được đăng nhiều kỳ trên các tập san văn thơ trước khi xuất bản dưới dạng tập tiểu thuyết hoàn chỉnh.

## Chi tiết

### Đối tượng
Các công ty xuất bản thường xuyên săn lùng các tài năng mới với các cuộc thi thường niên - nhiều người đoạt giải trong các cuộc thi được nhận tiền thưởng và được các công ty đó xuất bản các tác phẩm của mình. Giải thưởng tiểu thuyết Dengeki là giải thưởng lớn nhất, với hơn 2 nghìn thí sinh tranh giải này hàng năm. Tất cả được dán nhãn "light novel" và được xuất bản trong các tập sách giấy bìa mềm giá rẻ. Vào năm 2007, theo một trang mạng do chính quyền Nhật Bản tài trợ thì ước tính giá trị lợi nhuận của thị trường light novel là 20 tỉ yên Nhật (166.7 triệu đôla Mỹ) và khoảng 30 triệu ấn bản được phát hành hàng năm. Kadokawa Group Holdings - tổ chức sở hữu các thương hiệu như Kadokawa Sneaker Books và Dengeki Books - chiếm lĩnh 70-80 phần trăm thị phần light novel.
Độc giả được nhắm vào là các học sinh trung học cơ sở hay trung học phổ thông.

### Chuyển thể
Trong những năm gần đây light novel trở nên rất thông dụng ở Nhật Bản, và trở thành một lựa chọn thông dụng cho việc chuyển thể các manga, anime và phim truyền hình Nhật Bản. Light novel thường được xuất bản theo từng kỳ trên các tạp chí văn học ví dụ như Faust, Gekkan Dragon Magazine, The Sneaker và Dengeki hp, hay các tạp chí về các sản phẩm truyền thông đại chúng như Comptiq hay Dengeki G's Magazine.

## Bút pháp
Light novel thường được viết nhằm phục vụ nhu cầu giải trí, vì vậy bút pháp của các light novel thường rất khác biệt so với các tiểu thuyết dành cho người lớn. Light novel thường dùng lối viết ngắn gọn với một đoạn văn chỉ gồm hai đến ba câu. Mạch truyện thường được dẫn dắt bởi các đoạn đối thoại. Trong các light novel, lối viết theo phong cách tối giản được tận dụng.

## Phân biệt

### Ngữ nghĩa
Sự khác biệt lớn nhất giữa light novel với các dạng văn chương khác nằm ở chỗ điểm đặc trưng của light novel là "chơi chữ" (play with words or language) - sử dụng những từ có âm tương tự hoặc có nhiều nghĩa khác nhau, đặc biệt là theo cách thông minh hoặc hài hước. Cụ thể, light novel thường dùng các furigana hơn là trong các tiểu thuyết thông thường vì hai lý do: 

#### Độc giả không rành tiếng Nhật
Furigana sẽ giúp các độc giả nhỏ tuổi và những người học tiếng Nhật - vốn chưa rành rẽ về Hán tự - đọc được dễ dàng. 

#### Tạo đa tầng nghĩa
Việc những người viết light novel sẽ phổ biến cách dùng thứ hai của furigana vốn có lịch sử lâu dài ở Nhật Bản. Các tác giả sẽ dùng các chữ Hán chưa được thông dụng ở Nhật Bản, hoặc do các tác giả tự chế tạo ra cách đọc mới cho các chữ Hán. Điều này khai thác một sự thật là mỗi chữ Hán bao gồm đa ngữ nghĩa. Cách đọc kiểu như thế này thường được vay mượn từ phiên âm ra Katakana nghĩa của từ đó trong tiếng Anh. Các tác giả vận dụng các nghĩa và phát âm này để tạo ra nhiều tầng nghĩa trong tác phẩm. Điều này khiến light novel trở nên đa tầng nghĩa, trái với vẻ ngoài là cách viết đơn giản của chúng. Một số bản dịch bằng tiếng Anh thì không thể truyền tải được hết các tầng nghĩa này của tác phẩm. Đối với tiếng Việt, điều này dễ hơn kha khá nhờ âm Hán Việt cho chữ Hán. Ví dụ:
- 上海 (Shanhai - "Thượng Hải") - Furigana dạng Katakana biểu diễn cách đọc tiếng Trung Quốc, dù đó có là Kanji nhưng người Nhật không gọi thành phố này theo âm Hán-Nhật.
- 宇宙英雄記 (Supēsu Hīrōzu - "Vũ trụ Anh hùng Ký") - Furigana dạng Katakana biểu diễn cách đọc tiếng nước ngoài, còn Kanji sẽ biểu diễn nghĩa. Đây là tên viết bằng tiếng Nhật của bộ phim "Doraemon: Nobita và những hiệp sĩ không gian". Các chữ Hán "Vũ trụ Anh hùng Ký" sẽ không được đọc là "Uchū Eiyū Ki" theo tiếng Nhật, mà sẽ đọc theo tiếng Anh là "Space Heroes".

### Cách xuất bản
Light novel được phát hành theo cách giống như manga, được in ra và xuất bản chính thức trên giấy. Còn web novel (WB) chỉ là cách gọi các thể loại tiểu thuyết nói chung (bao gồm cả light novel) được đăng miễn phí trên các website như Royalroad. Tuy nhiên, thông thường khi ai đó ở đây sử dụng thuật ngữ này, họ thường đề cập đến việc phát hành web trong các phần có kích thước "vừa miếng cắn" (bite-sized chunk), tức ngắn gọn hoàn hảo cho một mục blog.